# Âm giai Phrygia

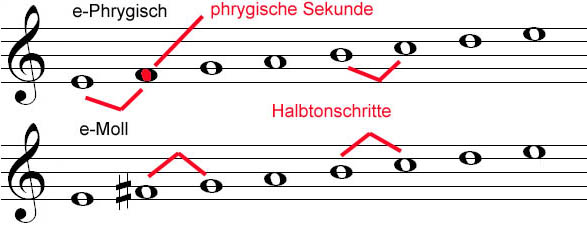
Âm giai Phrygia

Âm giai Phrygia là âm giai được xây dựng bằng cách hạ thấp bậc II của âm giai Thứ tự nhiên xuống 1/2 cung và giữ nguyên các bậc khác.
Âm giai Trưởng và âm giai Thứ khác nhau chủ yếu ở bậc III. Do được xây dựng từ âm giai Thứ và bậc III không đổi nên âm giai Phrygian về căn bản mang tính chất Thứ.